# Love of My Own
Love Of My Own — первый сольный сингл Томаса Андерса после распада группы Modern Talking.

## Предыстория
После завершения контракта с Дитером Боленом в 1987 году, выпуска сингла "In 100 Years" и альбома "In The Garden Of Venus", Томас Андерс  отправился в мировое турне с "Thomas Anders Show", длившееся более года, в ходе которого с громким успехом прошли концерты в Польше, СССР, Сингапуре, Гонконге, ЮАР, Чили и других странах. Однако, после завершения концертного тура, Андерс не возвращается в Германию, а переезжает в Лос-Анджелес (Калифорния, США), чтобы записать совершенно новую музыку, пойти в новом направлении. По признаниям самого певца, после Modern Talking он хотел показать, что он может гораздо больше, чем петь изъезженные хиты. Он хотел доказать людям, что он, как  артист и творческая личность, развивается в музыкальном плане.
С этой целью он заключил контракт с фирмой звукозаписи "Teldec", который предоставил возможность работать с известнейшими продюсерами с громкими именами, такими как Гас Даджен (Gus Dudgeon), член Британской Гильдии Продюсеров, ранее работавший с Элтоном Джоном и Дженнифер Раш, и Аланом Тарни (Alan Tarney), работавший с группой A-ha и Клиффом Ричардом.
Тогда же, в 1989-м году Томас Андерс кардинально меняет свой имидж: это касается его причёски (ранее распущенные длинные волосы туго стянуты в хвост), гардероба (начинает носить одежду в стиле casual, а также джинсы с разорванными коленками, чёрные кожаные куртки с множеством металлических деталей, и т. п.), появляется трёхдневная щетина, но исчезает знаменитая золотая подвеска с именем его жены "NORA".. У многих поклонников Modern Talking новый имидж Андерса вызвал шок, и неприязнь. Они хотели, чтобы он продолжал петь песни популярного немецкого диско-дуэта, и не хотели никаких перемен в его имидже и музыкальном направлении. С другой стороны, этими действиями Томас привлёк новых поклонников, которым он стал интересен как разносторонняя творческая личность.

## Создание сингла
Love Of My Own — очень красивая песня нового (для конца 80-х годов) музыкального направления. Авторство песни до сих пор вызывает сомнения. Дело в том, что на сингле в качестве авторов музыки указаны Mark Cassandra и Chris Venis, а на альбоме Mark Cassandra и Thomas Anders. До сих пор установить истину не представилось возможным. Запись производилась в Великобритании, в студиях "The Grange" и "The Town House". Продюсером сингла выступил Гас Даджен (Gus Dudgeon). Аранжировкой занимались Гас Даджен (Gus Dudgeon), Марк Кассандра (Marc Cassandra), чьё настоящее имя Петер Рис (Peter Ries), и Иэн Линне (Ian Lynne). 

На сингле записан би-сайд, песня "True Love", которая была выпущена только на этом сингле (причем, версия на 7-дюймовой пластинке отличается концовкой от версии на макси-сингле). Также эту песню можно встретить на альбоме Different, выпущенном на компакт-диске. На виниловом варианте альбома песни "True Love" нет.

## Список композиций
Сингл был выпущен на трёх видах носителей: 7" vinyl, 12" vinyl, 3" mini-CD. Хотя обложка у всех вариантов сингла была одинаковой, оборотная сторона у каждого вида носителей была своя.
7" vinyl:
A: LOVE OF MY OWN 3:50 Music by Marc Cassandra & Chris Venis. Lyrics by Timothy Touchton
B: TRUE LOVE 4:20 Music by Marc Cassandra & Thomas Anders. Lyrics by Mary S. Applegate
7" Сингл на сайте discogs.com
12" vinyl:
A: LOVE OF MY OWN 8:43
B1: TRUE LOVE 4:24
B2: LOVE OF MY OWN (LP version) 4:50
CD:
1. LOVE OF MY OWN 8:43
2. TRUE LOVE 4:24
3. LOVE OF MY OWN (LP version) 4:50[3]

## Промокампания и позиции в чартах
Для Томаса Андерса и его сольной карьеры выход этого сингла был чрезвычайно важен. Неслучайно, что большое внимание было уделено телевизионным выступлениям, промоконцертам, различным рекламным акциям. На песню был снят видеоклип. Результатом этого стало то, что сингл попал в чарты и достиг 24 места. Это был наилучший результат Томаса Андерса в чартах в течение 14 лет, пока его сингл Independent Girl в 2003-м году не поднялся на 17 место.